# سفرودفنسك
سفرودفنسك (بالروسية: Северодвинск) هي إحدى مدن روسيا في أوبلاست أرخانغلسك. المدينة تقع على دلتا نهر دفينا الشمالي. تقع المدينة على بُعد 35 كم (22 ميل) غرب مدينة أرخانغلسك (المركز الإداري للأوبلاست). بلغ عدد سكان مدينة سفرودفنسك 192,353 نسمة حسب تعداد سنة 2010. ونظراً لوجود أحواض بناء سفن عسكرية مهمة (متخصصة في الغواصات منذ الفترة السوفيتية)، فإن سفرودفنسك هي مدينة مقيدة الوصول للمواطنين الأجانب، لذلك يُطلب لزيارتها تصريح خاص.
عرفت هذه المدينة سابقاً باسم «سيوديستروي» حتى سنة 1938، ثُم عُرفت باسم «مولوتوفسك» حتى سنة 1975.

## أعلام
- مارينا أوزوالد بورتر

## مدن التوأمة
وقعت المدينة عدة اتفاقيات لتوأمة المدن منها:
- بورتسموث، الولايات المتحدة
- بريانسك، روسيا
- مازير، بلاروس
- سومي، أوكرانيا
- تيراسبول، ترانسنيستريا